# Spinocalanus longicornis
Spinocalanus longicornis är en kräftdjursart som beskrevs av Georg Ossian Sars 1900. Spinocalanus longicornis ingår i släktet Spinocalanus och familjen Spinocalanidae. Inga underarter finns listade i Catalogue of Life.